# Kepler-186f

Plakat NASA

Kepler-186f (tymczasowe oznaczenie: KOI-571.05) – planeta pozasłoneczna typu ziemskiego, o promieniu 1,11 razy większym od promienia Ziemi. Krąży po orbicie wokół czerwonego karła o oznaczeniu Kepler-186 i jest najdalszą z pięciu znanych planet tego systemu. Jej orbita przebiega wewnątrz ekosfery tej gwiazdy, co pozwala na istnienie na powierzchni ciekłej wody (pod warunkiem występowania atmosfery). W chwili odkrycia była to najbardziej przypominająca Ziemię planeta krążąca w ekosferze gwiazdy.

## Odkrycie
Kepler-186f znajduje się około 493 lata świetlne (151 pc) od Ziemi w gwiazdozbiorze Łabędzia. Istnienie tej planety stwierdzono za pomocą metody tranzytu dzięki danym z Kosmicznego Teleskopu Keplera. Cztery wewnętrzne planety układu są zbyt gorące, aby mogła istnieć na nich ciekła woda i znane nam formy życia.

## Charakterystyka

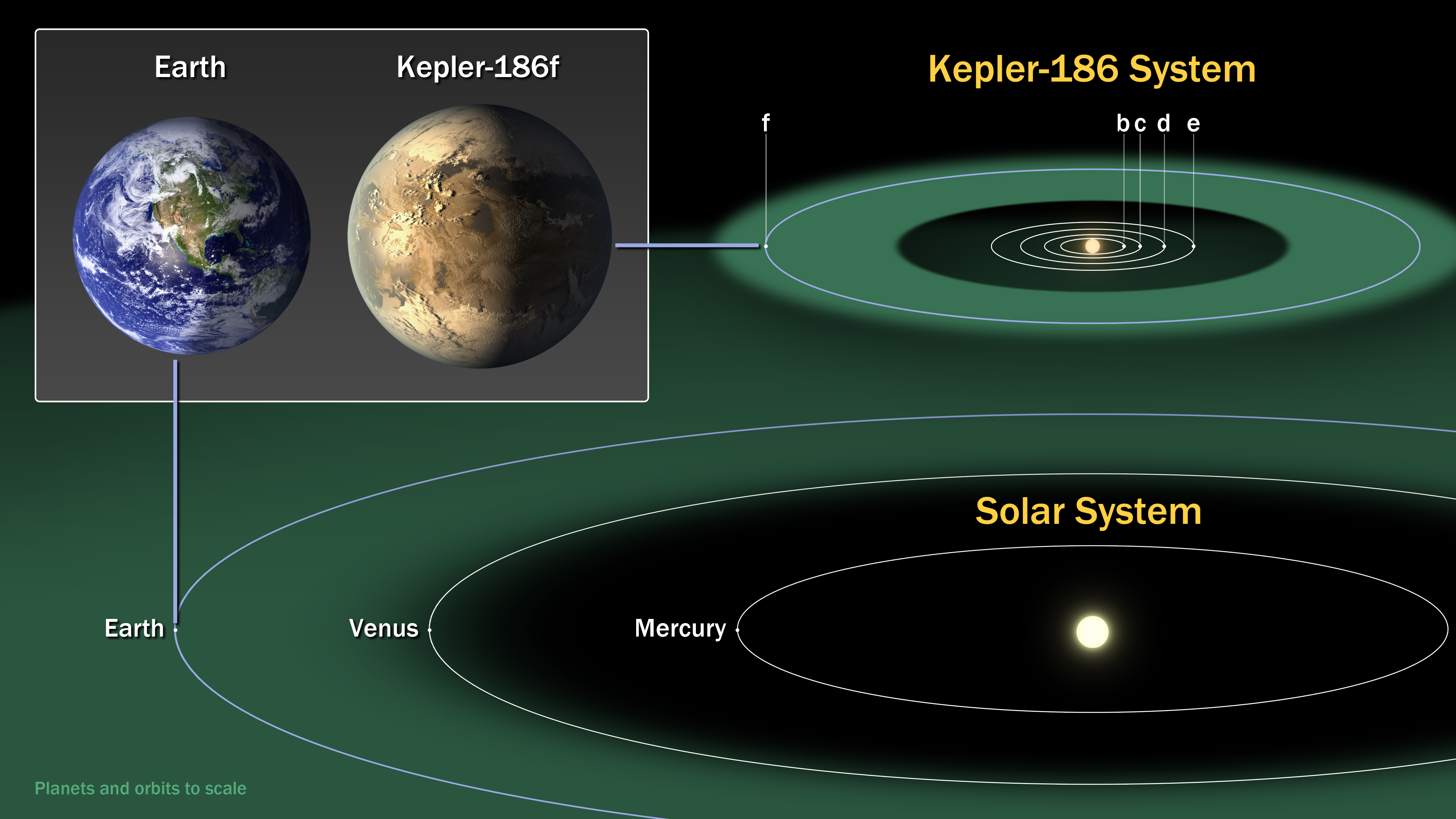
Orbity planety Kepler-186f i Ziemi

Gwiazda centralna układu Kepler-186 należy do typu widmowego M1, ma masę ok. 0,47 M☉, jest chłodniejsza i ciemniejsza od Słońca. Planeta krąży po orbicie o promieniu ok. trzykrotnie mniejszym niż Ziemia wokół Słońca, jej rok trwa 130 dni ziemskich; otrzymuje ona tylko ok. 32% promieniowania, jakie dociera do Ziemi, podobnie jak wcześniej odkryta Gliese 581 d, której istnienie jest obecnie kwestionowane. Masa planety nie jest znana, zależnie od składu może zawierać się w granicach od 0,32 M🜨 (ciało lodowe) do 3,77 M⊕ (ciało żelazne). Dla składu podobnego do Ziemi masa jest równa 1,44 M⊕.
Ze względu na małe nasłonecznienie jej indeks ESI charakteryzujący podobieństwo do Ziemi wynosi zaledwie 0,61 (jest taki, jak dla Marsa). Będąc jednak dużo większa od Marsa, może utrzymywać gęstą atmosferę, która może podtrzymywać przy powierzchni wyższą i stabilniejszą temperaturę. Wystarczy, żeby atmosfera zawierała dwutlenek węgla wywierający ciśnienie cząstkowe 0,5–5 bar (zależnie od zawartości azotu), aby temperatura powierzchni przekroczyła 0 °C.
Nie jest znany okres obrotu tej planety. Planeta krąży wewnątrz strefy, w której z czasem dochodzi do synchronizacji okresu obrotu i obiegu wokół gwiazdy (blisko granicy tego obszaru). Gdyby ten proces nastąpił, planeta miałaby jedną stronę stale oświetloną, natomiast drugą pogrążoną w ciemności. Obliczony czas synchronizacji dla Kepler-186f jest bardzo długi, zależy od wieku gwiazdy i stopnia dyssypacji energii.